# Giżycki
Giżycki là một huyện thuộc tỉnh Warmińsko-Mazurskie của Ba Lan. Huyện có diện tích 1120 km². Đến ngày 1 tháng 1 năm 2011, dân số của huyện là 56491 người và mật độ 50 người/km².